# Fosse Dutemple
La fosse Dutemple de la Compagnie des mines d'Anzin est un ancien charbonnage du bassin minier du Nord-Pas-de-Calais, situé à Valenciennes. Deux puits sont entrepris en 1764 à l'ouest de la commune, mais ils sont abandonnés à cause des venues d'eau du Torrent d'Anzin. Le fonçage n'est repris qu'en 1826. Des cités sont bâties près de la fosse. Le puits no 1 est comblé en 1911. La fosse est détruite durant la Première Guerre mondiale, elle est reconstruite avec un chevalement en béton armé qui surplombe également le puits no 1, remblayé. La fosse cesse d'extraire le 18 mai 1940.
La Compagnie des mines d'Anzin est nationalisée en 1946, et intègre le Groupe de Valenciennes. Le puits no 2 est comblé en 1949, après avoir servi à l'aérage de la fosse Blignières. Il est resté ouvert durant 185 ans, ce qui constitue un record dans le bassin minier.
Le carreau de fosse est reconverti en espace vert. Un sondage de décompression S15 est effectué à la fin de l'année 1991 sur le territoire de Petite-Forêt. Le chevalement est inscrit aux monuments historiques par arrêté du 6 mai 1992. Au début du XXIe siècle, Charbonnages de France matérialise les têtes des puits Dutemple nos 1 et 2. Le chevalement du puits no 2 a été classé le 30 juin 2012 au patrimoine mondial de l'Unesco.

## La fosse

### Fonçage
Les puits nos 1 et 2 de la fosse Dutemple, également nommés nord et sud, sont commencés en 1764, à l'ouest de Valenciennes, par la Compagnie des mines d'Anzin. L'orifice des puits est situé à l'altitude de 53 mètres. Le terrain houiller est atteint à la profondeur de 76 ou 79 mètres,. La fosse rencontre le « Torrent d'Anzin », une nappe phréatique souterraine. Les venues d'eau sont telles que le fonçage est abandonné.
Le fonçage de la fosse n'est repris qu'en 1826, à la même période que le fonçage de la fosse Réussite entrepris depuis 1824 à 630 mètres au sud.

### Exploitation
La fosse Dutemple a été ouverte à 500 mètres au sud du « cran de retour ». Elle a atteint le faisceau demi-gras, après avoir traversé la faille, par les bowettes nord des niveaux de 259 et 316 mètres. Le gisement qui a été rencontré est extrêmement bouleversé par une série de crans à peu près parallèles, compris entre la faille de Bleuse Borne, et le cran de retour.
Dans les années 1880, il est prévu que la fosse Dutemple soit poussée à une grande profondeur, afin d'exploiter les branches inférieures du faisceau gras, qui, à cet endroit, se trouvent déjà très profondément dans le sol.
Le puits no 1, profond de 314 mètres, est comblé en 1911. La fosse est détruite durant la Première Guerre mondiale. Elle est reconstruite avec un chevalement en béton armé. L'extraction cesse le 18 mai 1940 après une production de 6 900 000 tonnes de houille grasse et demi-grasse. En termes d'importance, il s'agit de la troisième fosse de l'Établissement d'Anzin.
La Compagnie des mines d'Anzin est nationalisée en 1946, et intègre le Groupe de Valenciennes. La fosse Dutemple est encore utilisée pour aérer des travaux jusqu'en 1949, date à laquelle le puits Dutemple no 2, profond de 930 mètres, est remblayé. Son chevalement a été conservé,. Avec un puits ouvert durant 185 ans, il s'agit de la fosse ayant eu la plus longue durée de vie dans le bassin minier.

### Reconversion
Le site du carreau de fosse a été reconverti en espace vert. Un sondage de décompression S15 est entrepris du 4 octobre au 26 novembre 1991 à Petite-Forêt à 1 790 mètres au nord de la fosse Dutemple. D'un diamètre de 19,4 centimètres, il a atteint la profondeur de 151 mètres,. Le chevalement du puits Dutemple no 2 fait l’objet d’une inscription au titre des monuments historiques depuis le 6 mai 1992.
Au début du XXIe siècle, Charbonnages de France matérialise la tête de puits. Le BRGM y effectue des inspections chaque année. Le chevalement fait partie des 353 éléments répartis sur 109 sites qui ont été classés le 30 juin 2012 au patrimoine mondial de l'Unesco. Il constitue le site no 14.

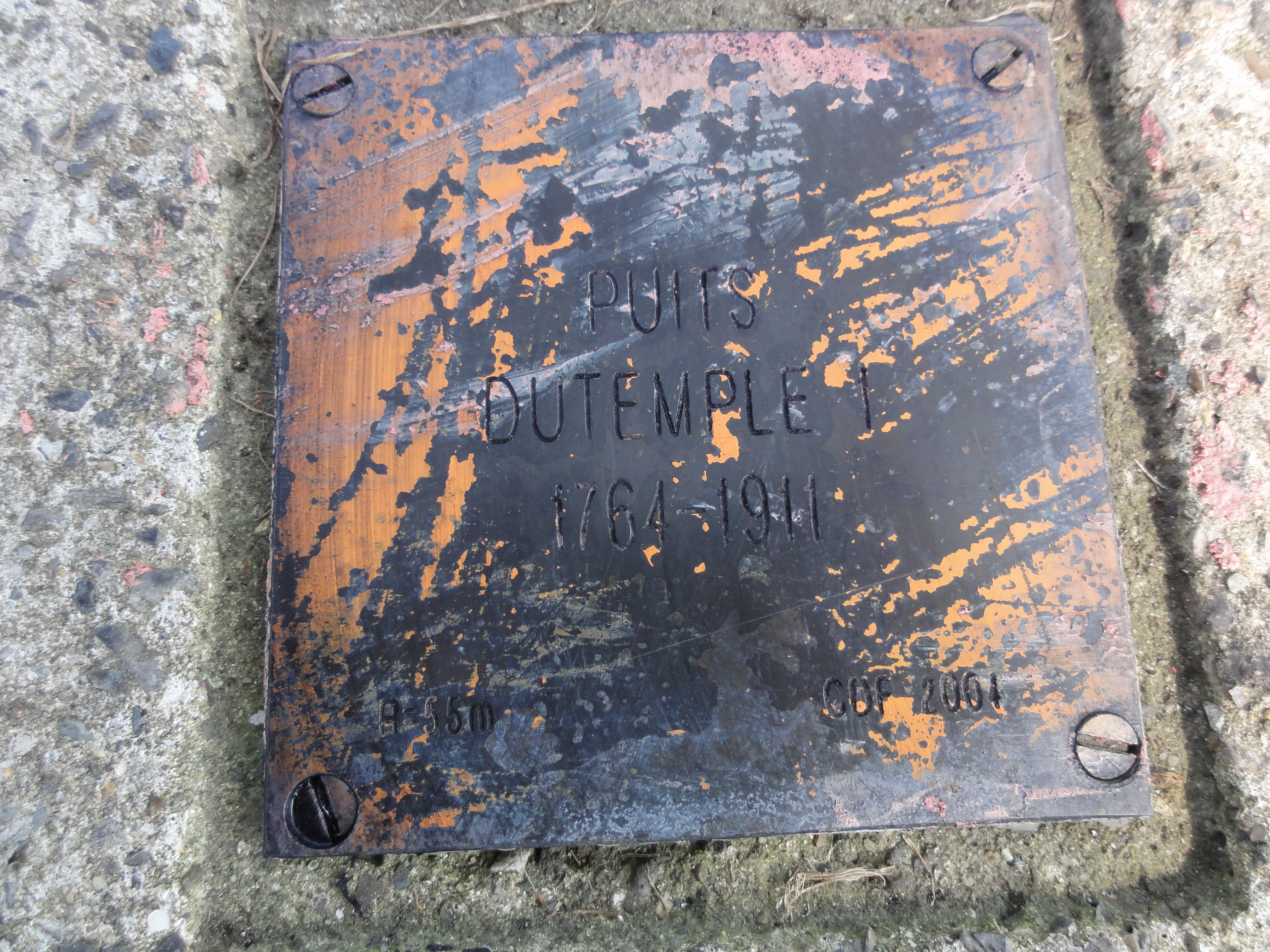
Puits Dutemple no 1, 1764-1911.
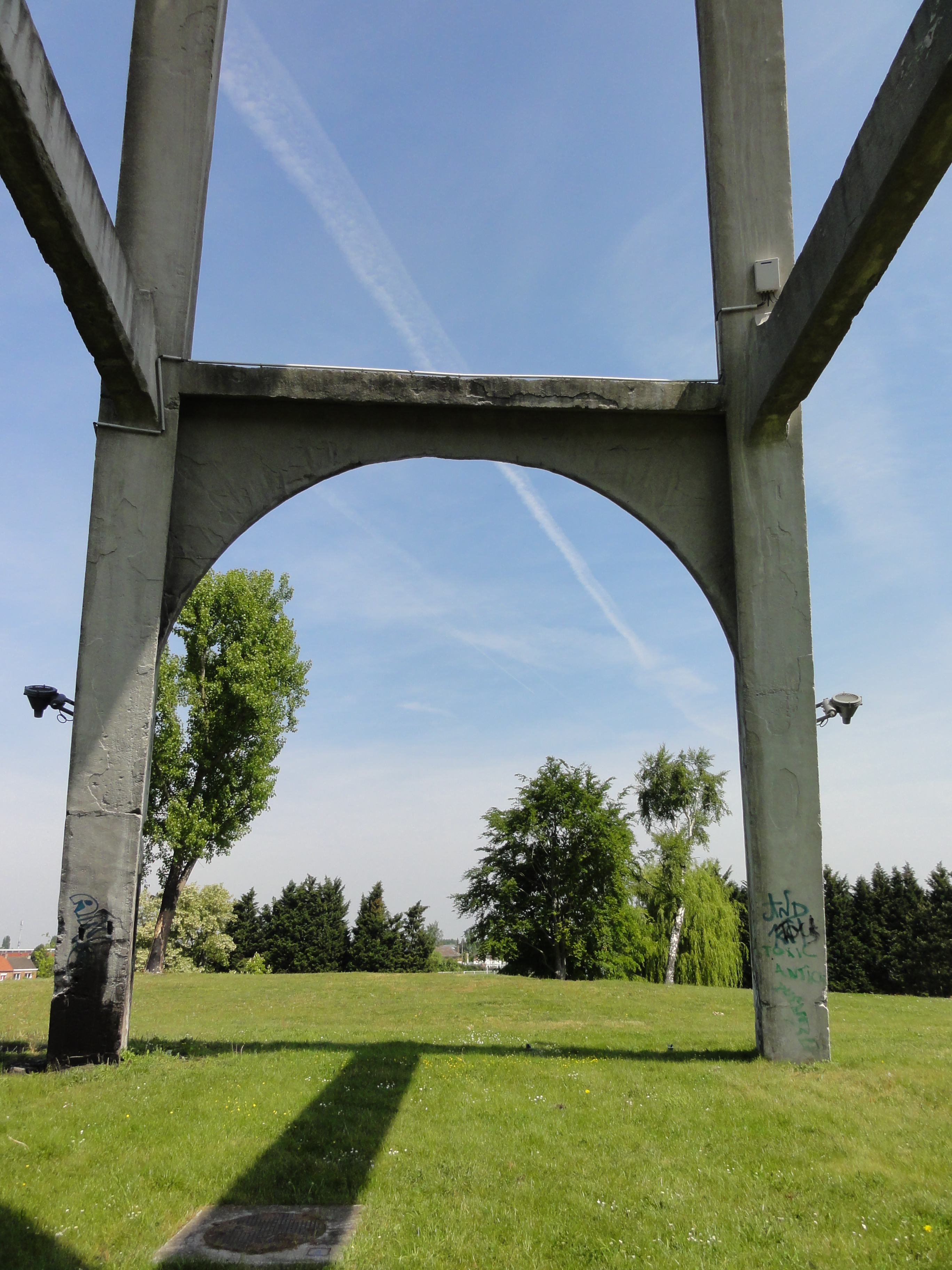
Le puits Dutemple no 1 dans son environnement.
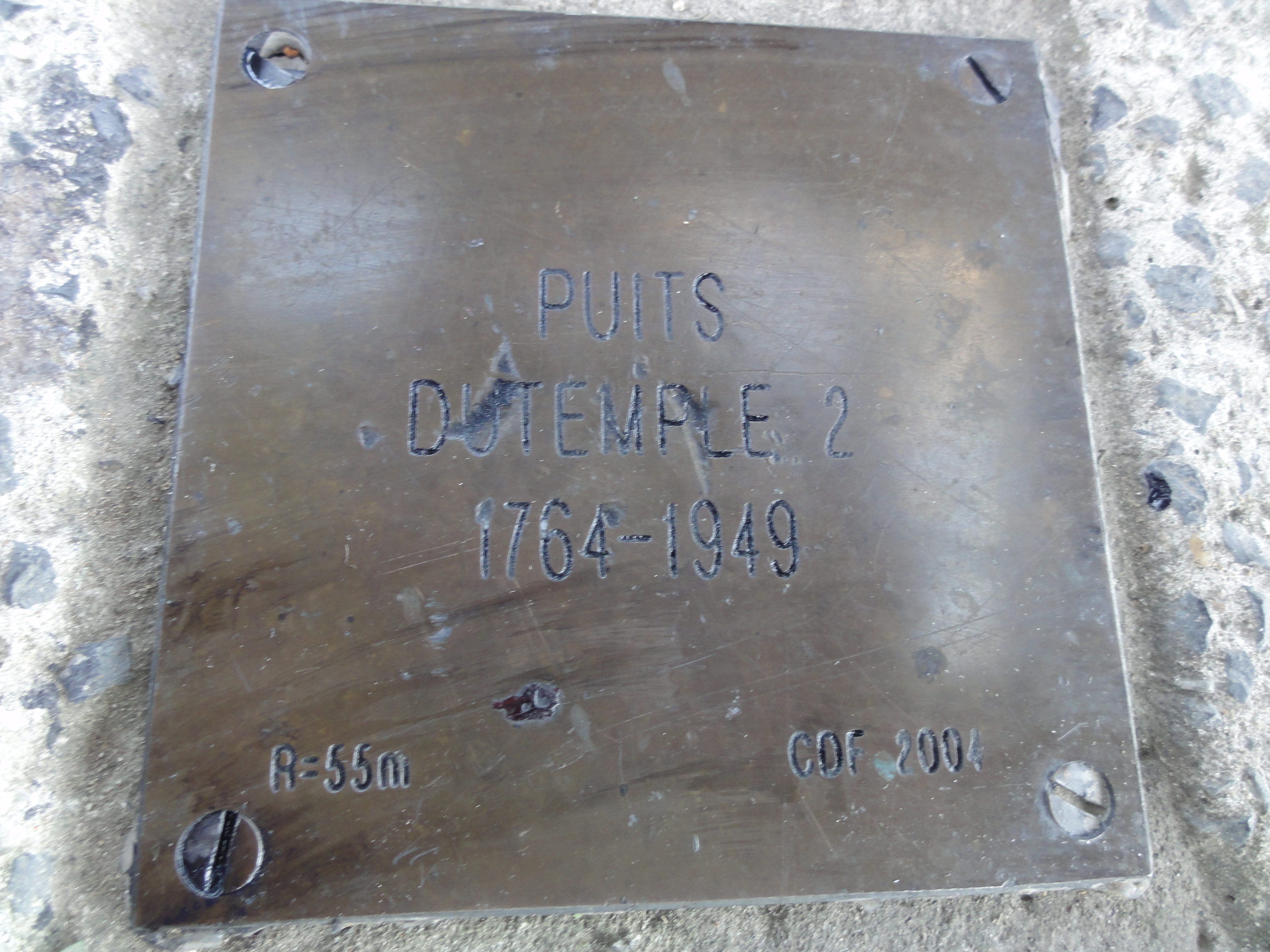
Puits Dutemple no 2, 1764-1949.
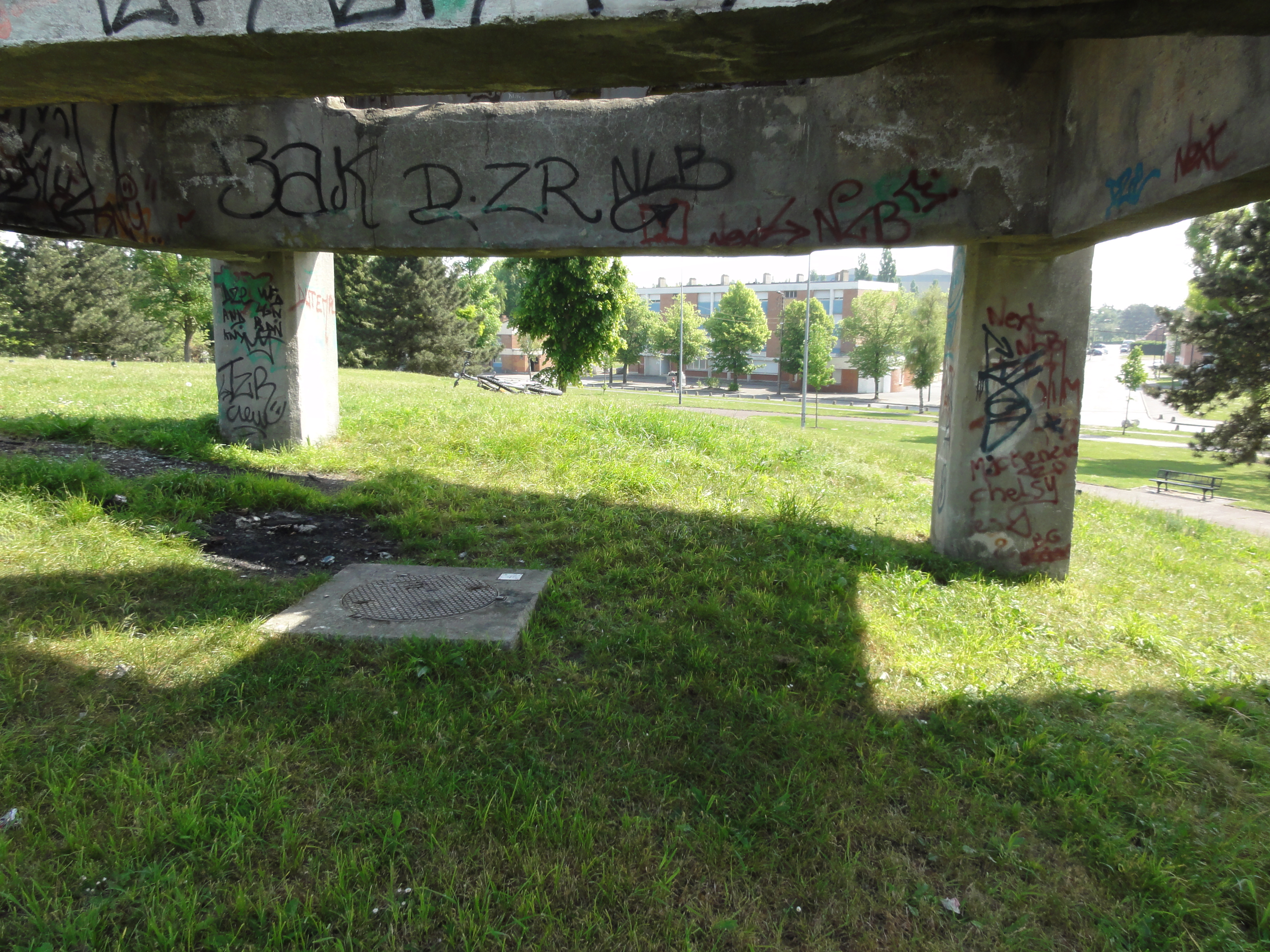
Le puits Dutemple no 2 dans son environnement.
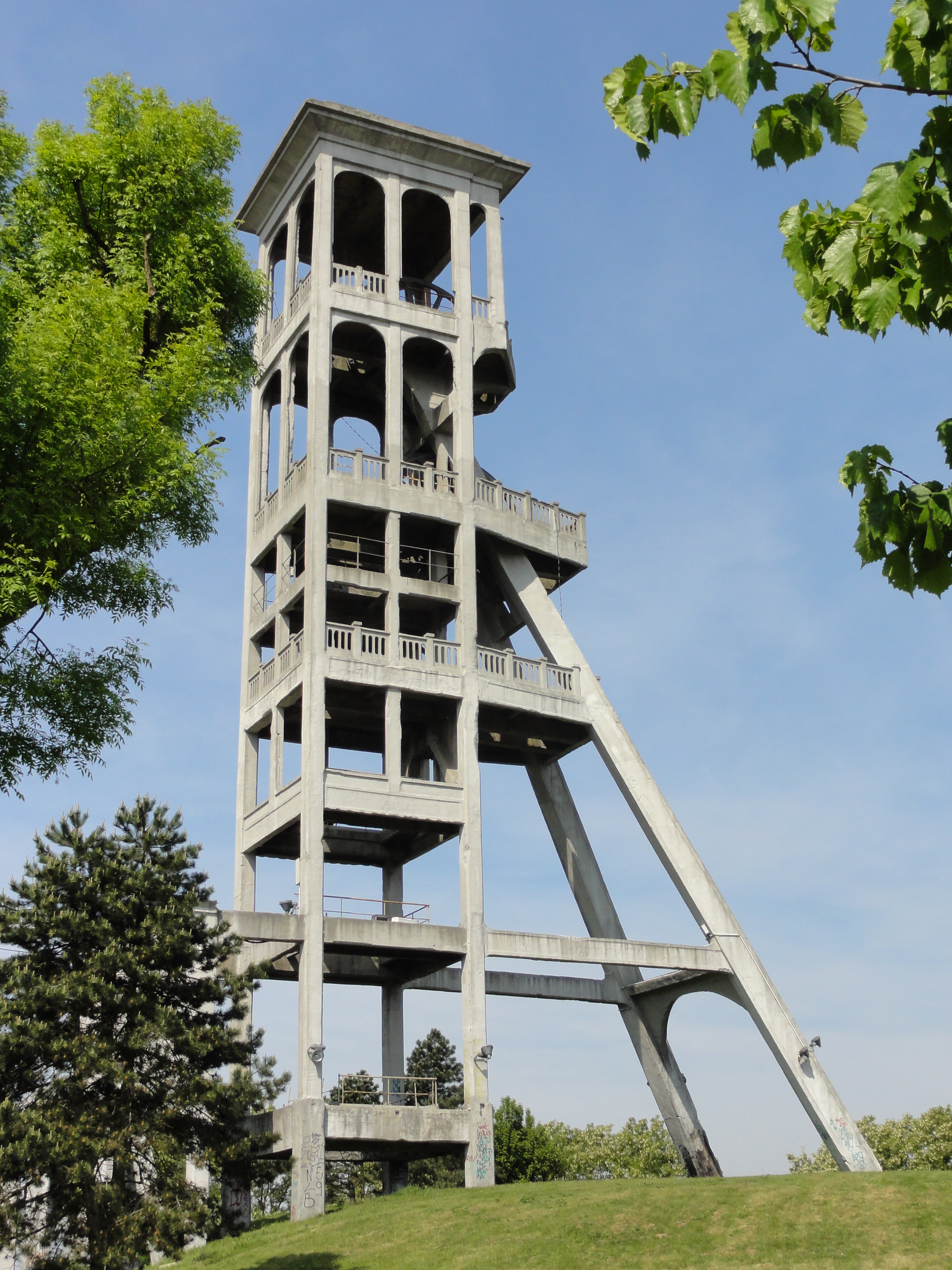
Le chevalement du puits Dutemple no 2.
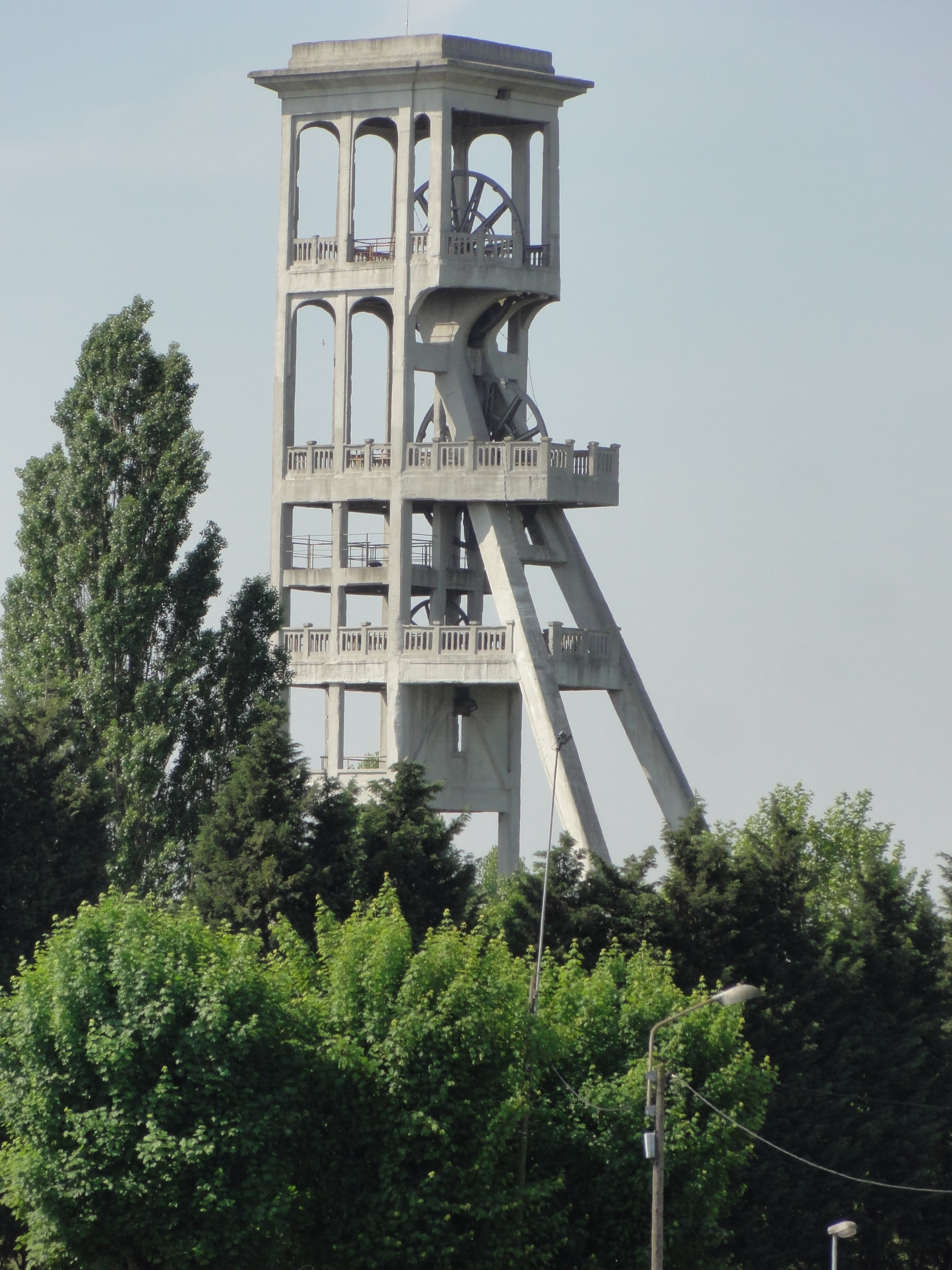
Le chevalement du puits Dutemple no 2 et ses trois molettes.

## Les cités
Des cités ont été bâties près de la fosse Dutemple.